# ماثيو دوبلان
ماثيو دوبلان (بالفرنسية: Mathieu Deplagne)‏ (1 أكتوبر 1991 ببو في فرنسا - ) هو لاعب كرة قدم فرنسي في مركز الدفاع. لعب مع نادي مونبلييه.

## روابط خارجية
- ماثيو دوبلان على موقع رابطة كرة القدم الفرنسية للمحترفين (الإنجليزية)
- ماثيو دوبلان على موقع الدوري الأمريكي (الإنجليزية)
- ماثيو دوبلان على موقع إي إس بي إن إف سي (الإنجليزية)
- ماثيو دوبلان على موقع قاعدة بيانات كرة القدم.إي يو (الإنجليزية)
- ماثيو دوبلان على موقع ليكيب (الفرنسية)
- ماثيو دوبلان على موقع Soccerway.com (الإنجليزية)
- ماثيو دوبلان على موقع عالم كرة القدم.نت (الإنجليزية)
- ماثيو دوبلان على موقع AS.com (الإسبانية)